# Kérouané (prefectuur)
Kérouané is een prefectuur in de regio Kankan van Guinee. De hoofdstad is Kérouané. De prefectuur heeft een oppervlakte van 9.420 km² en heeft 207.547 inwoners.
De prefectuur ligt in het oosten van het land.

## Subprefecturen
De prefectuur is administratief verdeeld in 8 sub-prefecturen:
1. Kérouané-Centre
2. Banankoro
3. Damaro
4. Komodou
5. Kounsankoro
6. Linko
7. Sibiribaro
8. Soromaya